# Joel Xavier
Joel Salvador Xavier, mais conhecido como Joel Xavier (Lisboa, 25 de Abril de 1974), é um guitarrista português.

## Biografia

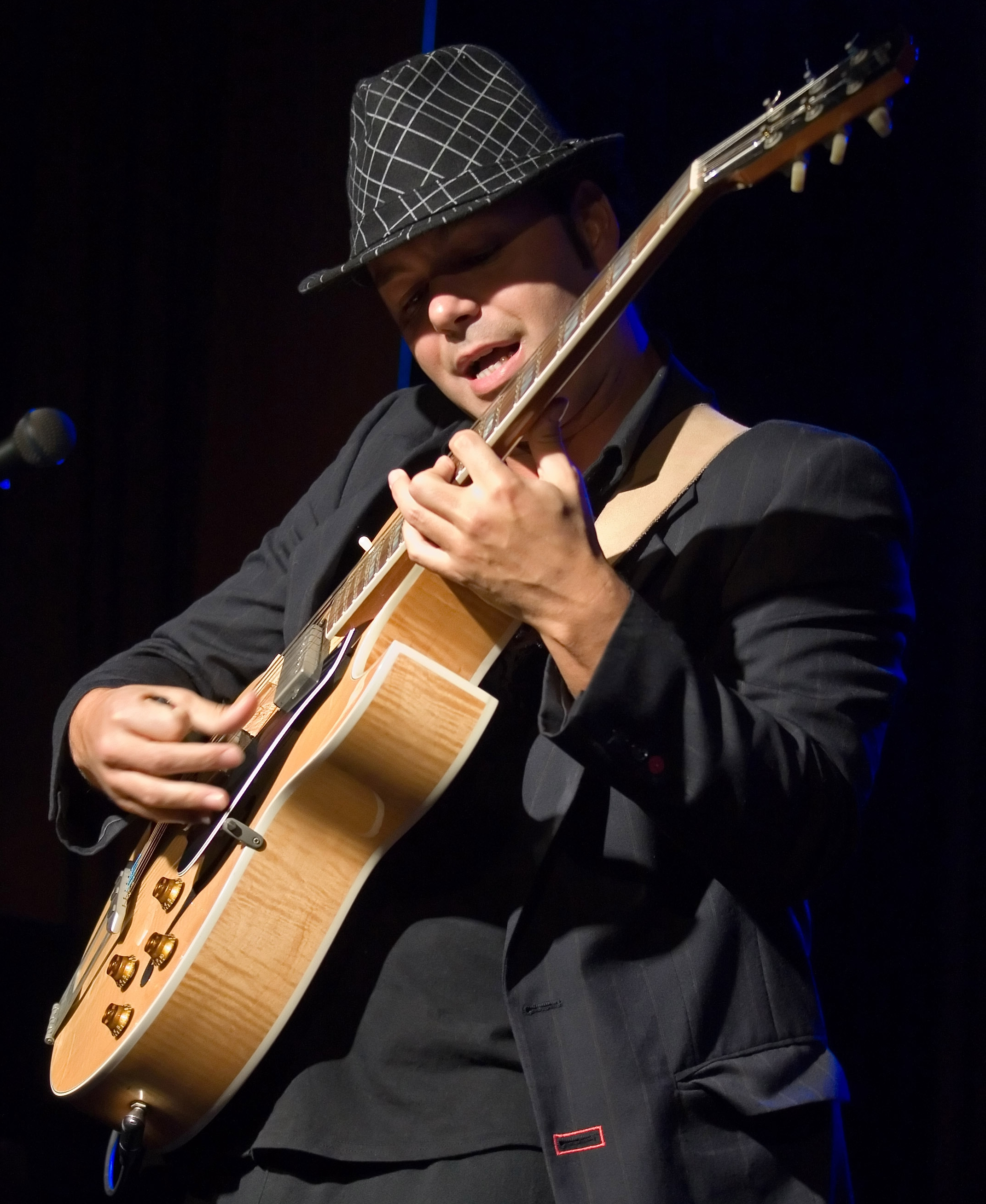
Joel Xavier, 2007

Aos 15 anos começou a tocar guitarra, primeiro com uma guitarra clássica empenada, e depois, com uma guitarra eléctrica.
Aos 16 anos assinou contracto com a BMG. Em 1992 gravou o seu primeiro álbum, 18 um registo que mostra o lado Blues de Joel Xavier.
Aos 19 anos viajou para Los Angeles, nos EUA e participou num concurso de guitarra da NAMM-SHOW com um solo improvisado de Blues. Para seu espanto ficou em primeiro lugar, no meio de 70 outros guitarristas, e foi considerado pelos críticos norte-americanos como um dos 5 melhores guitarristas do ano.
Em 1996 gravou o álbum Sr. Fado, um álbum cheio de solos de guitarra eléctrica que mistura Fado com Blues, gravado direct-on-tape, o que lhe conferiu um carisma live.
Em 1997 ganha novamente o prestígio de um dos melhores guitarristas do mundo, desta vez como guitarrista latino, e grava o álbum Palabra de Guitarra Latina ao lado de grandes nomes da guitarra Mundial como Larry Coryell, Bireli Lagrene, Tomatito, Luis Salinas...
Em 1999 gravou o álbum Latin Groove com Paquito D'Rivera, Michel Camilo, Larry Coryell e Arturo Sandoval no estúdio particular de Arturo Sandoval, em Miami. Nessa altura recebeu o endorsement da Gibson.
Em 2001 gravou o álbum Lusitano, uma mistura de Música tradicional portuguesa, Fado e Jazz e conta com a participação especial do acordionista Francês Richard Galliano.
Em 2003 gravou o álbum que continuou o projecto iniciado em Lusitanto, o álbum Lisboa com a participação especial de Toots Thielemans.
Em 2004 gravou o álbum In New York, a Duo com Ron Carter, num dos estúdios míticos de Manhattan, New York.
No fim de 2007 gravou o álbum Saravá ao vivo, a Trio, no teatro Sao Luiz, um álbum de ritmos Lusófonos (Brasileiros e Africanos) e guitarra Jazz.
É vegetariano.

### Discografia
- "18" BMG, PORTUGAL (1992)
- "Sr. Fado" BMG, PORTUGAL (1996)
- "Palabra de Guitarra Latina" BMG Espanha, Palma de Maiorca (1997)
- "Latin Groove" JXP, Miami USA (1999)
- "Lusitano" ZM, Lisboa (2001)
- "Lisboa" ZM, Lisboa (2003)
- "In New York" JXP, Nova York USA (2004)
- "Saravá" JXP, ao vivo no teatro Sao Luiz, Lisboa (2007)